# Sodium Reactor Experiment
Le Sodium Reactor Experiment est une centrale nucléaire expérimentale construite par Atomics International (en) au laboratoire d'essais de Santa Susana à proximité de Simi Valley en  Californie, au nord-ouest de Los Angeles. Il a connu un incident majeur en 1959, avec rejet de gaz radioactifs dans l'atmosphère.

## Historique
La conception a été lancée en avril 1954 par la Commission de l'énergie atomique des États-Unis, et la construction a commencé en 1955. La première réaction nucléaire a eu lieu le 25 avril 1957. Le réacteur a fonctionné entre 1957 et 1964. Utilisant un refroidissement au sodium et une modération au graphite, sa puissance était de 20 MW. Le 12 juillet 1957 le réacteur devient le premier à fournir de l'électricité en Californie pour un réseau commercial, en alimentant la ville de Moorpark,. 
En juillet 1959, le réacteur a connu une fusion partielle du cœur quand 13 des 43 éléments du réacteur ont fondu, et que des gaz radioactifs ont été relâchés dans l'atmosphère. Le réacteur a été réparé et a redémarré en septembre 1960. En février 1964, La production du réacteur a été arrêtée définitivement. Le démontage du réacteur a été terminé en 1981. Les analyses techniques de l'incident ont donné lieu à des interprétations contradictoires à propos des quantités d'éléments radioactifs concernés. Les habitants des villes situées autour du site ont craint de possibles conséquences sur leur santé et sur l'environnement à cause de cet incident. 
En août 2009 le Département de l'Énergie a organisé une réunion publique à propos de cet incident, avec la participation de trois experts indépendants.

## Galerie

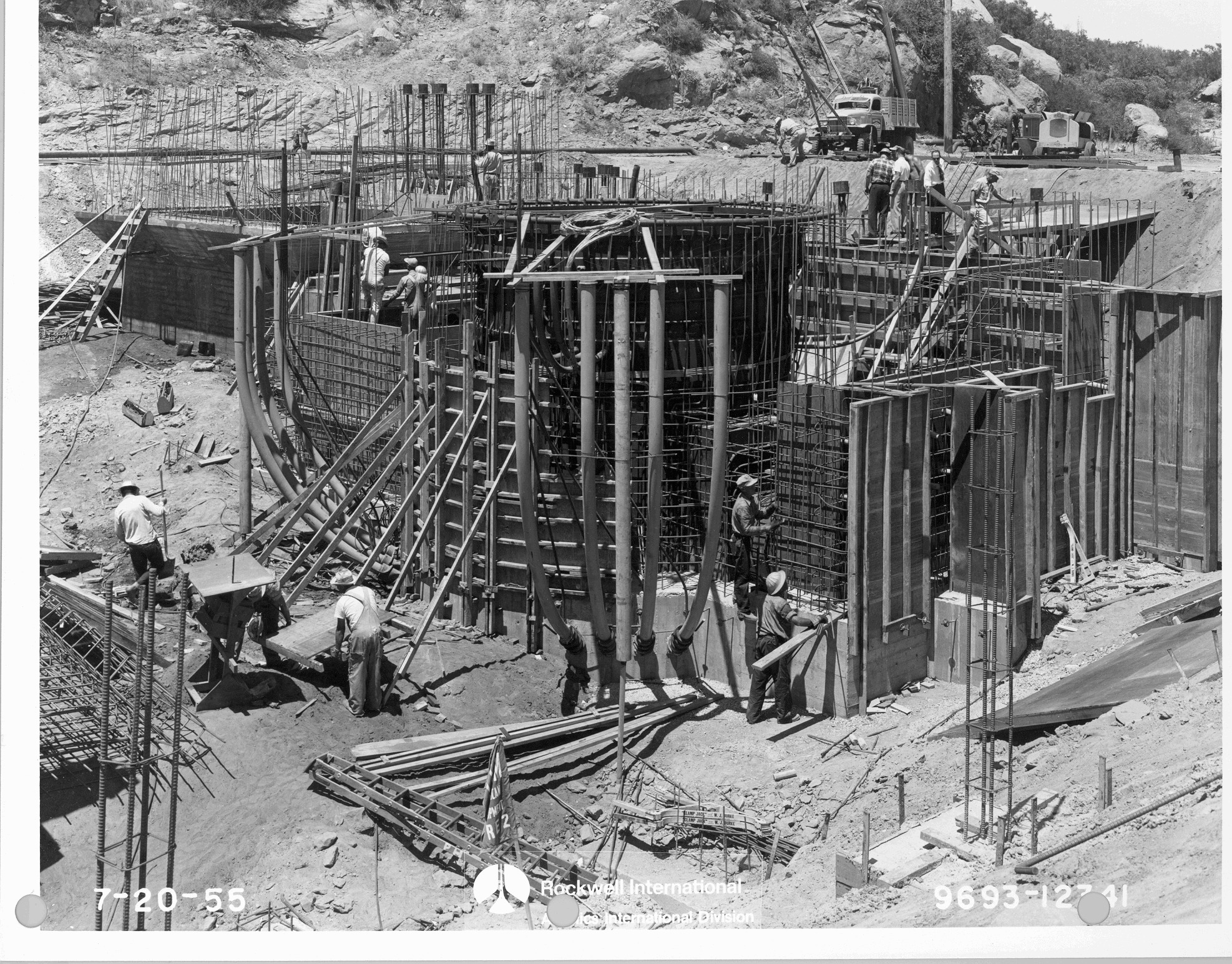
Construction du réacteur.
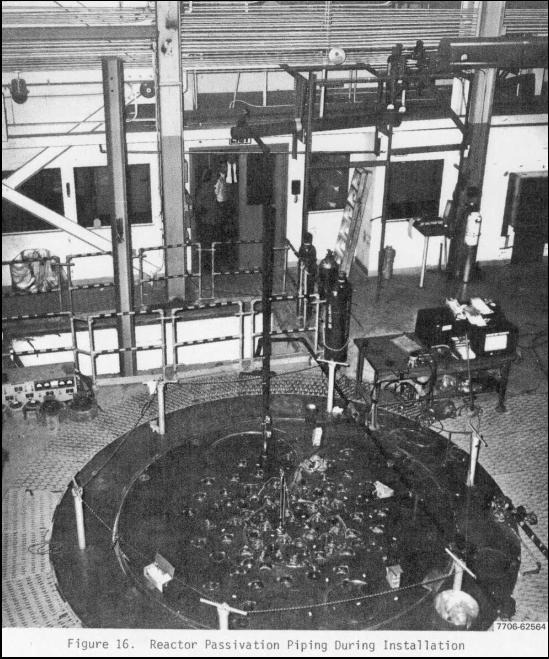
Intérieur du réacteur.
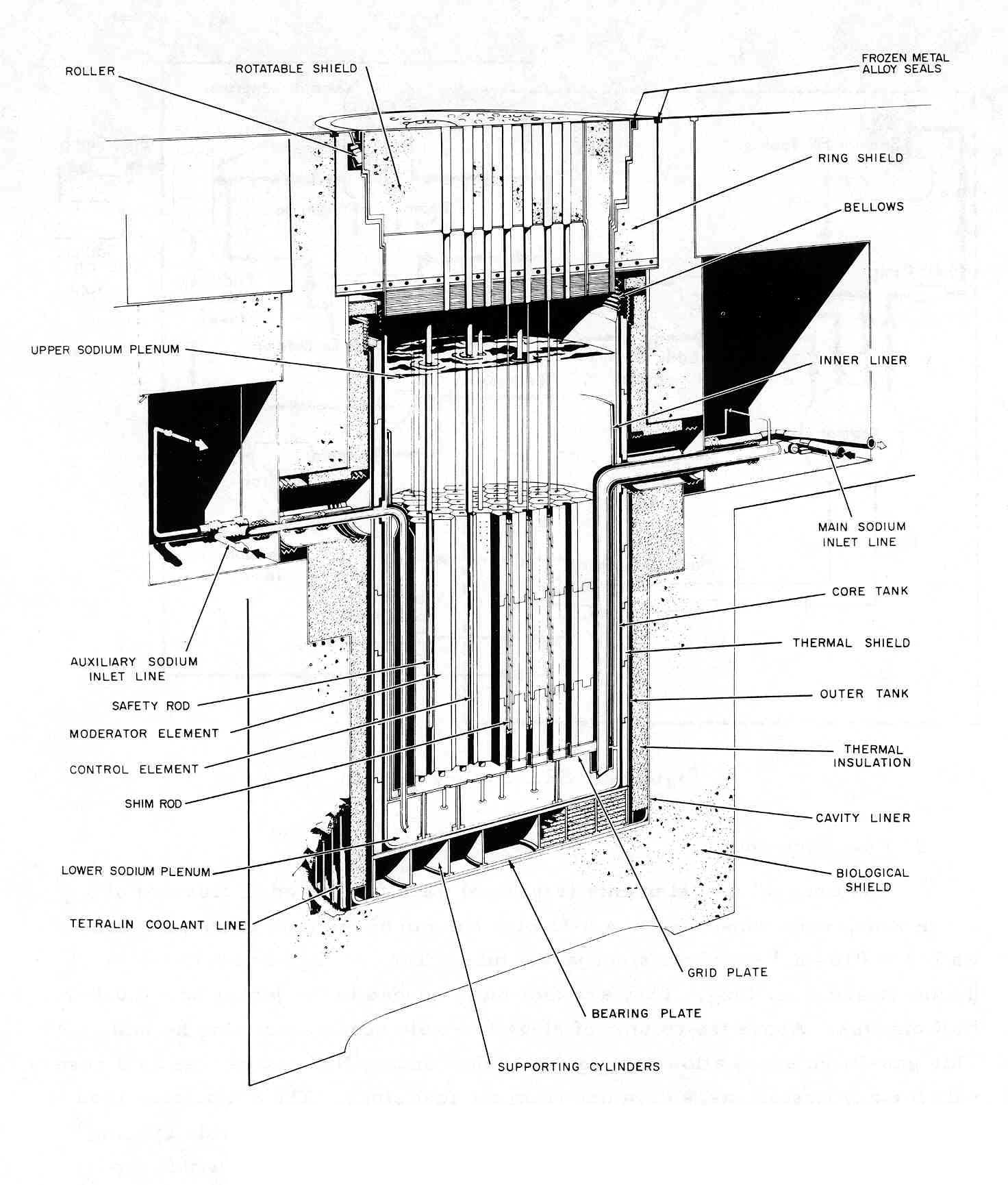
Schéma en coupe du réacteur.
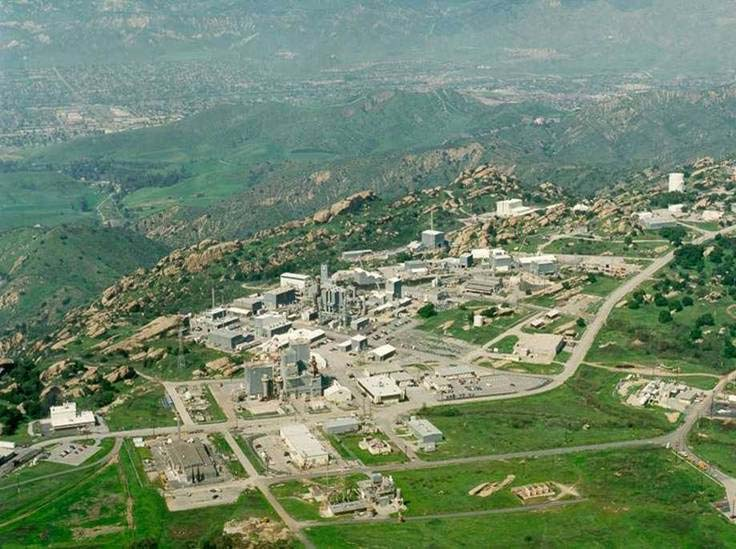
Vue aérienne du site.